# Notti sul ghiaccio (terza edizione)
La terza edizione del talent show Notti sul ghiaccio è stata trasmessa dal 21 febbraio al 21 marzo 2015 in prima serata su Rai 1 e in contemporanea in alta definizione su Rai HD. Le puntate, in onda il sabato sera, sono state replicate il martedì successivo su Rai Premium, sempre in prima serata. Confermata nella conduzione Milly Carlucci, che aveva condotto la prima e la seconda edizione del programma nel 2006 e nel 2007.
A un mese dall'inizio della trasmissione Milly Carlucci si è fratturata entrambi i polsi scivolando sulla pista di ghiaccio durante le prove del programma. Nonostante ciò ha condotto tutta l'edizione direttamente in pista sui pattini, portando dei tutori ai polsi.
Le esibizioni dei concorrenti sono state accompagnate dalle canzoni della "Paolo Belli Big Band", eseguite dal vivo in studio. La sigla del programma era una versione rock di What a Wonderful World di Louis Armstrong.
Il vincitore dell'edizione è stato l'ex campione mondiale di sci alpino Giorgio Rocca, in coppia con la pattinatrice professionista Eve Bentley.
Al termine del programma Adriano Celentano ha elogiato pubblicamente la trasmissione con un post nel suo sito ufficiale.

## Cast

### Concorrenti
| VIP                          | Attività                                   | Insegnante             | Stato                |
| ---------------------------- | ------------------------------------------ | ---------------------- | -------------------- |
| Giorgio Rocca                | ex campione mondiale di sci alpino         | Eve Bentley            | Vincitori            |
| Emanuele Filiberto di Savoia | nobile e personaggio televisivo            | Jennifer Wester        | Secondi classificati |
| Clara Alonso                 | attrice                                    | Marco Garavaglia       | Terzi classificati   |
| Stefano Sala                 | modello e cantante                         | Serena Angeli          | Terzi classificati   |
| Chiara Mastalli              | attrice                                    | Federico Uslenghi      | Quinti classificati  |
| Barbara De Rossi             | attrice e conduttrice televisiva           | Simone Vaturi          | Sesti classificati   |
| Giorgio Borghetti            | attore e doppiatore                        | Federica Constantini   | Eliminati            |
| Valeria Marini               | attrice e showgirl                         | Federico Degli Esposti | Eliminati            |
| Giulio Base                  | attore e regista                           | Alice Velati           | Eliminati            |
| Manuela Di Centa             | ex campionessa olimpionica di sci di fondo | Andrea Vaturi          | Eliminati            |
| Niccolò Centioni             | attore                                     | Claudia Iacono         | Eliminati            |

### Giuria
- Marco Liorni
- Selvaggia Lucarelli
- Enzo Miccio
- Gabriella Pession
- Simona Ventura

## Tabella delle eliminazioni
| Coppia             | Coppia                 | Puntate       | Puntate       | Puntate       | Puntate              | Puntate       | Puntate      | Puntate   | Puntate | Puntate | Puntate | Puntate | Puntate | Puntate |
| Coppia             | Coppia                 | 1ª            | 2ª            | 3ª            | 4ª                   | 4ª            | 5ª           | 5ª        |         |         |         |         |         |         |
| Giorgio Rocca      | Eve Bentley            | Salvi         | Salvi         | Salvi         | N/A                  | Salvi         | Ultimi 3 71% | VINCITORI |         |         |         |         |         |         |
| Emanuele Filiberto | Jennifer Wester        | Salvi         | Salvi         | Salvi         | N/A                  | Salvi         | Salvi        | Secondi   |         |         |         |         |         |         |
| Clara Alonso       | Marco Gravaglia        | Salvi         | Salvi         | Salvi         | N/A                  | Salvi         | Salvi        | Terzi     |         |         |         |         |         |         |
| Stefano Sala       | Serena Angeli          | Salvi         | Salvi         | Salvi         | N/A                  | Salvi         | Salvi        | Terzi     |         |         |         |         |         |         |
| Chiara Mastalli    | Federico Uslenghi      | Salvi         | Salvi         | Salvi         | N/A                  | Ultimi 3 44%  | Quinti       |           |         |         |         |         |         |         |
| Barbara De Rossi   | Simone Vaturi          | Salvi         | Salvi         | Salvi         | N/A                  | Salvi         | Sesti        |           |         |         |         |         |         |         |
| Giorgio Borghetti  | Federica Constantini   | Ultimi 3 52%  | Salvi         | Ultimi 2 55%  | N/A                  | Eliminati 40% |              |           |         |         |         |         |         |         |
| Valeria Marini     | Federico Degli Esposti | Salvi         | Eliminati 36% |               | Ripescati 62,1%      | Eliminati 16% |              |           |         |         |         |         |         |         |
| Giulio Base        | Alice Velati           | Ultimi 3      | Ultimi 3 64%  | Eliminati 45% | Non Ripescati 37,35% |               |              |           |         |         |         |         |         |         |
| Manuela Di Centa   | Andrea Vaturi          | Salvi         | Ultimi 3      | Ritirati      | Non Ripescati 0,26%  |               |              |           |         |         |         |         |         |         |
| Niccolò Centioni   | Claudia Iacono         | Eliminati 48% |               |               | Non Ripescati 0,28%  |               |              |           |         |         |         |         |         |         |

Legenda
     Salvi

     Salvati dal giurato ospite

     Salvati dal televoto

     Eliminati dal televoto

     Ritirati per infortunio

     Non in gara

     Ripescati

     Non Ripescati

     Vincitori

     Secondi classificati

     Terzi classificati

     Altri finalisti

## Dettaglio delle puntate

### Prima puntata
Data: sabato 21 febbraio 2015

Ospiti: Carolina Kostner (giurato ospite) e Martina Stoessel
| Ordine d'uscita | Concorrenti                                    | Punteggio della giuria | Classifica |
| --------------- | ---------------------------------------------- | ---------------------- | ---------- |
| 10              | Valeria Marini e Federico Degli Esposti        | 34                     | 1          |
| 11              | Stefano Sala e Serena Angeli                   | 34                     | 1          |
| 9               | Chiara Mastalli e Federico Uslenghi            | 33,5                   | 3          |
| 7               | Manuela Di Centa e Andrea Vaturi               | 30,5                   | 4          |
| 5               | Clara Alonso e Marco Garavaglia                | 29,5                   | 5          |
| 2               | Giorgio Rocca ed Eve Bentley                   | 28,5                   | 6          |
| 3               | Niccolò Centioni e Claudia Iacono              | 26,5                   | 7          |
| 4               | Giorgio Borghetti e Federica Constantini       | 25,5                   | 8          |
| 8               | Emanuele Filiberto di Savoia e Jennifer Wester | 22,5                   | 9          |
| 1               | Barbara De Rossi e Andrea Vaturi               | 21,5                   | 10         |
| 6               | Giulio Base e Alice Velati                     | 21,5                   | 10         |

- Spareggio: ultime tre posizioni date dalla media tra il punteggio della giuria e il televoto

| Concorrenti                              | Risultato                    |
| ---------------------------------------- | ---------------------------- |
| Giulio Base e Alice Velati               | salvati dal giurato ospite   |
| Giorgio Borghetti e Federica Constantini | salvati dal televoto (52%)   |
| Niccolò Centioni e Claudia Iacono        | eliminati dal televoto (48%) |

### Seconda puntata
Data: sabato 28 febbraio 2015

Ospiti: Anna Cappellini e Luca Lanotte (giurati ospiti), Flavio Insinna, Federica Sciarelli (pattinatrice per una notte), Martina Stoessel
- Sfide: risultato in percentuale determinato dalla media del punteggio della giuria e del televoto; chi vince la sfida è salvo e passa direttamente alla puntata successiva

| Ordine | Concorrenti                                    | Concorrenti                               | Preferenza della giuria |
| ------ | ---------------------------------------------- | ----------------------------------------- | ----------------------- |
| 1      | Emanuele Filiberto e Jennifer Wester (75%)     | Giulio Base e Alice Velati (25%)          | 0 - 5                   |
| 2      | Manuela Di Centa e Andrea Vaturi (41%)         | Giorgio Rocca ed Eve Bentley (59%)        | 2 - 3                   |
| 3      | Barbara De Rossi e Andrea Vaturi (45%)         | Chiara Mastalli e Federico Uslenghi (55%) | 2 - 3                   |
| 4      | Valeria Marini e Federico Degli Esposti (15%)  | Clara Alonso e Marco Garavaglia (85%)     | 2 - 3                   |
| 5      | Giorgio Borghetti e Federica Constantini (41%) | Stefano Sala e Serena Angeli (59%)        | 2 - 3                   |

- Prova di abilità tecnica: i concorrenti che hanno perso le sfide, senza i loro maestri, devono eseguire in un minuto tre figure di pattinaggio (carrelino, angelo, salto); punteggio dato solamente dal giurato tecnico Gabriella Pession

| Ordine | Concorrenti       | Punteggio del giurato tecnico | Classifica |
| ------ | ----------------- | ----------------------------- | ---------- |
| 5      | Giorgio Borghetti | 4,5                           | 1          |
| 2      | Manuela Di Centa  | 4                             | 2          |
| 1      | Giulio Base       | 3,5                           | 3          |
| 3      | Barbara De Rossi  | 3,5                           | 3          |
| 4      | Valeria Marini    | 3,5                           | 3          |

- Spareggio: ultime tre posizioni della prova di abilità tecnica date dalla media tra il punteggio di Gabriella Pession (giurato tecnico) e del televoto

| Concorrenti                             | Risultato                         |
| --------------------------------------- | --------------------------------- |
| Manuela Di Centa e Andrea Vaturi        | salvati dai giurati ospiti        |
| Giulio Base e Alice Velati              | in ballottaggio per una settimana |
| Valeria Marini e Federico Degli Esposti | in ballottaggio per una settimana |

### Terza puntata
Data: sabato 7 marzo 2015

Ospiti: Lodovica Comello, Valentina Marchei e Ondřej Hotárek, Gabriella Pession (pattinatrice per una notte) e Maurizio Margaglio
- Spareggio: esibizioni dei concorrenti in ballottaggio per una settimana con esito del televoto

| Concorrenti                             | Risultato              |
| --------------------------------------- | ---------------------- |
| Giulio Base e Alice Velati              | salvati dal televoto   |
| Valeria Marini e Federico Degli Esposti | eliminati dal televoto |

- Sfide: risultato in percentuale determinato dalla media del punteggio della giuria e del televoto; chi vince la sfida è salvo e passa direttamente alla puntata successiva

| Ordine | Concorrenti                                | Concorrenti                                    | Preferenza della giuria |
| ------ | ------------------------------------------ | ---------------------------------------------- | ----------------------- |
| 1      | Clara Alonso e Marco Garavaglia (82%)      | Chiara Mastalli e Federico Uslenghi (18%)      | 3 - 2                   |
| 2      | Emanuele Filiberto e Jennifer Wester (79%) | Giorgio Borghetti e Federica Constantini (21%) | 2 - 3                   |
| 3      | Stefano Sala e Serena Angeli (48%)         | Giorgio Rocca ed Eve Bentley (52%)             | 2 - 3                   |
| 4      | Barbara De Rossi e Andrea Vaturi (70%)     | Giulio Base e Alice Velati (30%)               | 2 - 3                   |
|        | Manuela Di Centa e Andrea Vaturi           | Ritirati per infortunio                        |                         |

- Prova di abilità tecnica: i concorrenti che hanno perso le sfide, senza i loro maestri, devono eseguire in 45 secondi tre figure di pattinaggio (angelo-carrelino-angelo, trottola, compasso); punteggio dato solamente dal giurato tecnico Gabriella Pession

| Ordine | Concorrenti       | Punteggio del giurato tecnico | Classifica |
| ------ | ----------------- | ----------------------------- | ---------- |
| 1      | Chiara Mastalli   | 6,5                           | 1          |
| 3      | Stefano Sala      | 6                             | 2          |
| 4      | Giulio Base       | 6                             | 3          |
| 2      | Giorgio Borghetti | 5,5                           | 4          |

- Spareggio: ultime due posizioni della prova di abilità tecnica date dalla media tra il punteggio di Gabriella Pession (giurato tecnico) e del televoto

| Concorrenti                              | Risultato                    |
| ---------------------------------------- | ---------------------------- |
| Giorgio Borghetti e Federica Constantini | salvati dal televoto (55%)   |
| Giulio Base e Alice Velati               | eliminati dal televoto (45%) |

### Quarta puntata
Data: sabato 14 marzo 2015

Ospiti: Fabrizio Frizzi (pattinatore per una notte), Victoria Silvstedt (pattinatrice per una notte), Valentina Marchei e Ondřej Hotárek
- Ripescaggio: esito del sondaggio online aperto da martedì 10 a giovedì 13 marzo[8]

| Concorrenti                             | Risultato              |
| --------------------------------------- | ---------------------- |
| Valeria Marini e Federico Degli Esposti | ripescati (62,10%)     |
| Giulio Base e Alice Velati              | non ripescati (37,35%) |
| Niccolò Centioni e Claudia Iacono       | non ripescati (0,28%)  |
| Manuela Di Centa e Andrea Vaturi        | non ripescati (0,26%)  |

- Sfide: risultato in percentuale determinato dalla media del punteggio della giuria e del televoto; chi vince la sfida ottiene un bonus di trenta punti per la prova successiva

| Ordine | Concorrenti                                    | Concorrenti                                   | Preferenza della giuria |
| ------ | ---------------------------------------------- | --------------------------------------------- | ----------------------- |
| 1      | Emanuele Filiberto e Jennifer Wester (59%)     | Clara Alonso e Marco Garavaglia (41%)         | 1 - 4                   |
| 2      | Giorgio Borghetti e Federica Constantini (58%) | Giorgio Rocca ed Eve Bentley (42%)            | 3 - 2                   |
| 3      | Barbara De Rossi e Andrea Vaturi (65%)         | Valeria Marini e Federico Degli Esposti (35%) | 3 - 2                   |
| 4      | Stefano Sala e Serena Angeli (63%)             | Chiara Mastalli e Federico Uslenghi (37%)     | 3 - 2                   |

- Prova di abilità tecnica: tutti i concorrenti, senza i loro maestri, devono eseguire in 45 secondi tre figure di pattinaggio (carrelino, salto, slalom) all'interno di un percorso a ostacoli; punteggio dato solamente dal giurato tecnico Gabriella Pession, a cui si aggiungono i 30 punti di bonus dei vincitori delle sfide

| Ordine | Concorrenti                  | Punteggio del giurato tecnico | Bonus sfide | Punteggio totale | Classifica |
| ------ | ---------------------------- | ----------------------------- | ----------- | ---------------- | ---------- |
| 1      | Emanuele Filiberto di Savoia | 7                             | 30          | 37               | 1          |
| 7      | Stefano Sala                 | 7                             | 30          | 37               | 1          |
| 5      | Barbara De Rossi             | 6                             | 30          | 36               | 3          |
| 3      | Giorgio Borghetti            | 5                             | 30          | 35               | 4          |
| 4      | Giorgio Rocca                | 9                             | 0           | 9                | 5          |
| 8      | Chiara Mastalli              | 8                             | 0           | 8                | 6          |
| 2      | Clara Alonso                 | 4                             | 0           | 4                | 7          |
| 6      | Valeria Marini               | 2                             | 0           | 2                | 8          |

- Spareggio: ultime tre posizioni della prova di abilità tecnica date dalla media tra la classifica e del televoto; esito affidato al solo televoto

| Concorrenti                              | Risultato                    |
| ---------------------------------------- | ---------------------------- |
| Chiara Mastalli e Federico Uslenghi      | salvati dal televoto (44%)   |
| Giorgio Borghetti e Federica Constantini | eliminati dal televoto (40%) |
| Valeria Marini e Federico Degli Esposti  | eliminati dal televoto (16%) |

### Quinta puntata
Data: sabato 21 marzo 2015

Ospiti: Flavio Insinna (pattinatore per una notte), Claudia Gerini e sua figlia Rosa (pattinatrici per una notte)
| Ordine d'uscita | Concorrenti                          | Punteggio della giuria | Classifica |
| --------------- | ------------------------------------ | ---------------------- | ---------- |
| 3               | Stefano Sala e Serena Angeli         | 43                     | 1          |
| 4               | Clara Alonso e Marco Garavaglia      | 40,5                   | 2          |
| 6               | Emanuele Filiberto e Jennifer Wester | 39,5                   | 3          |
| 1               | Giorgio Rocca ed Eve Bentley         | 38,5                   | 4          |
| 2               | Barbara De Rossi e Andrea Vaturi     | 37                     | 5          |
| 5               | Chiara Mastalli e Federico Uslenghi  | 35                     | 6          |

- Prova di abilità tecnica: tutti i concorrenti, senza i loro maestri, devono eseguire in 45 secondi tre figure di pattinaggio (carrelino, salto di mezzo giro, slalom in angelo) all'interno di un percorso a ostacoli; punteggio dato solamente dal giurato tecnico Gabriella Pession, a cui si aggiungono i punti della manche precedente

| Ordine | Concorrenti        | Punteggio del giurato tecnico | Manche precedente | Punteggio totale | Classifica |
| ------ | ------------------ | ----------------------------- | ----------------- | ---------------- | ---------- |
| 3      | Stefano Sala       | 8                             | 43                | 51               | 1          |
| 4      | Clara Alonso       | 8                             | 40,5              | 48,5             | 2          |
| 1      | Giorgio Rocca      | 9                             | 38,5              | 47,5             | 3          |
| 6      | Emanuele Filiberto | 7                             | 39,5              | 46,5             | 4          |
| 5      | Chiara Mastalli    | 9                             | 35                | 44               | 5          |
| 2      | Barbara De Rossi   | 2                             | 37                | 39               | 6          |

- Spareggio: ultime tre posizioni delle prove effettuate date dalla media tra la classifica e del televoto; esito affidato al solo televoto

| Concorrenti                         | Risultato                    |
| ----------------------------------- | ---------------------------- |
| Giorgio Rocca ed Eve Bentley        | salvati dal televoto (71%)   |
| Chiara Mastalli e Federico Uslenghi | eliminati dal televoto (19%) |
| Barbara De Rossi e Simone Vaturi    | eliminati dal televoto (10%) |

- Sfide: risultato in percentuale determinato dalla media del punteggio della giuria e del televoto; chi vince la sfida passa in finalissima, le coppie perdenti sono terze classificate a pari merito

| Ordine | Concorrenti                                | Concorrenti                           | Preferenza della giuria |
| ------ | ------------------------------------------ | ------------------------------------- | ----------------------- |
| 1      | Giorgio Rocca ed Eve Bentley (56%)         | Stefano Sala e Serena Angeli (44%)    | 1 - 4                   |
| 2      | Emanuele Filiberto e Jennifer Wester (67%) | Clara Alonso e Marco Garavaglia (33%) | 3 - 2                   |

- Spareggio finale

| Concorrenti                          | Risultato                  |
| ------------------------------------ | -------------------------- |
| Giorgio Rocca ed Eve Bentley         | Vincitori (53%)            |
| Emanuele Filiberto e Jennifer Wester | Secondi classificati (47%) |

## Ascolti
| Puntata | Messa in onda    | Telespettatori | Share  | Fonte  |
| ------- | ---------------- | -------------- | ------ | ------ |
| 1       | 21 febbraio 2015 | 3 300 000      | 15,08% | [ 10 ] |
| 2       | 28 febbraio 2015 | 3 041 000      | 14,24% | [ 11 ] |
| 3       | 7 marzo 2015     | 2 793 000      | 13,45% | [ 12 ] |
| 4       | 14 marzo 2015    | 2 778 000      | 13,85% | [ 13 ] |
| 5       | 21 marzo 2015    | 2 784 000      | 14,00% | [ 14 ] |
| Media   | Media            | 2 939 000      | 14,07% |        |